# Strandabyggð

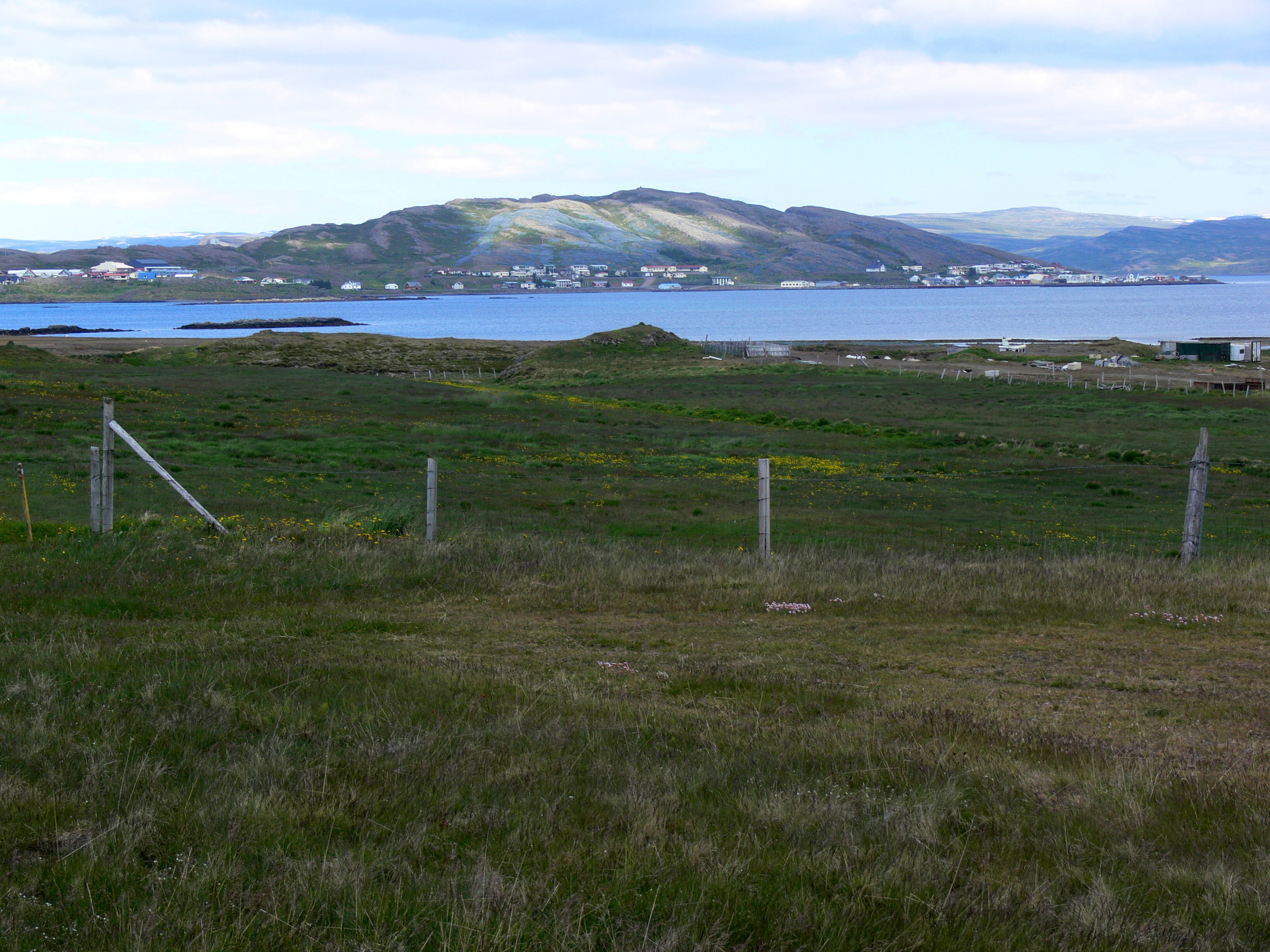
Hólmavík

Strandabyggð ist eine Gemeinde in der Region Vestfirðir im Nordwesten Islands.
Am 1. Januar 2023 hatte die Gemeinde 428 Einwohner, davon lebten 302 Einwohner im Hauptort Hólmavík.

## Entstehung
Strandabyggð wurde im Juni 2006 durch Zusammenschluss der bisherigen Landgemeinden Hólmavík (isl. Hólmavíkurhreppur) und Broddanes (isl. Broddaneshreppur) gebildet. Die alternativen Namensvorschläge Strandahreppur und Sveitarfélagið Strandir konnten sich beim Wahlvolk nicht durchsetzen.

## Hólmavík

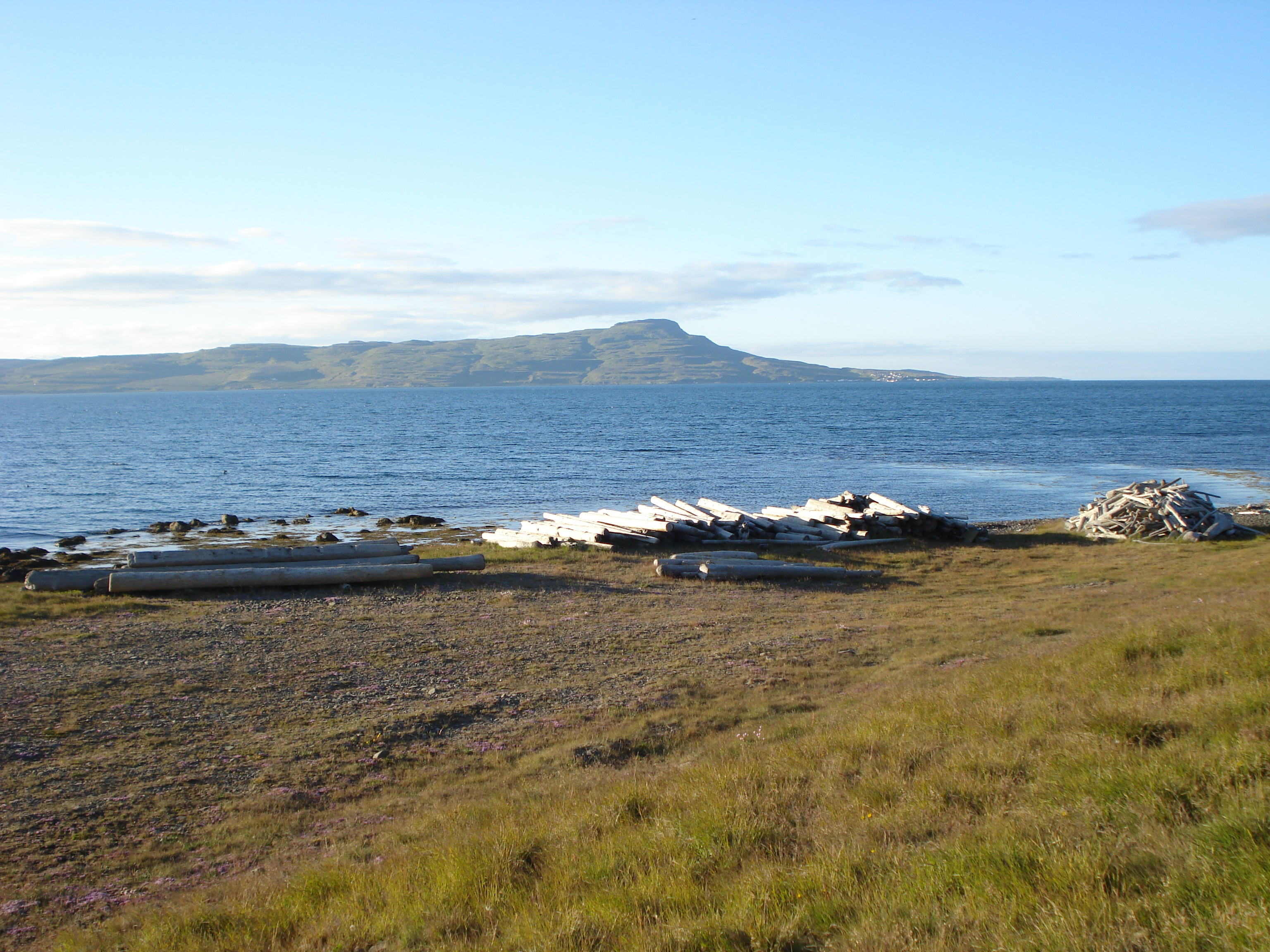
Treibholz, eine frühere Haupteinnahmequelle der Gegend bei Hólmavík; im Hintergrund die Halbinsel Drangsnes

Karte der Region um Hólmavík

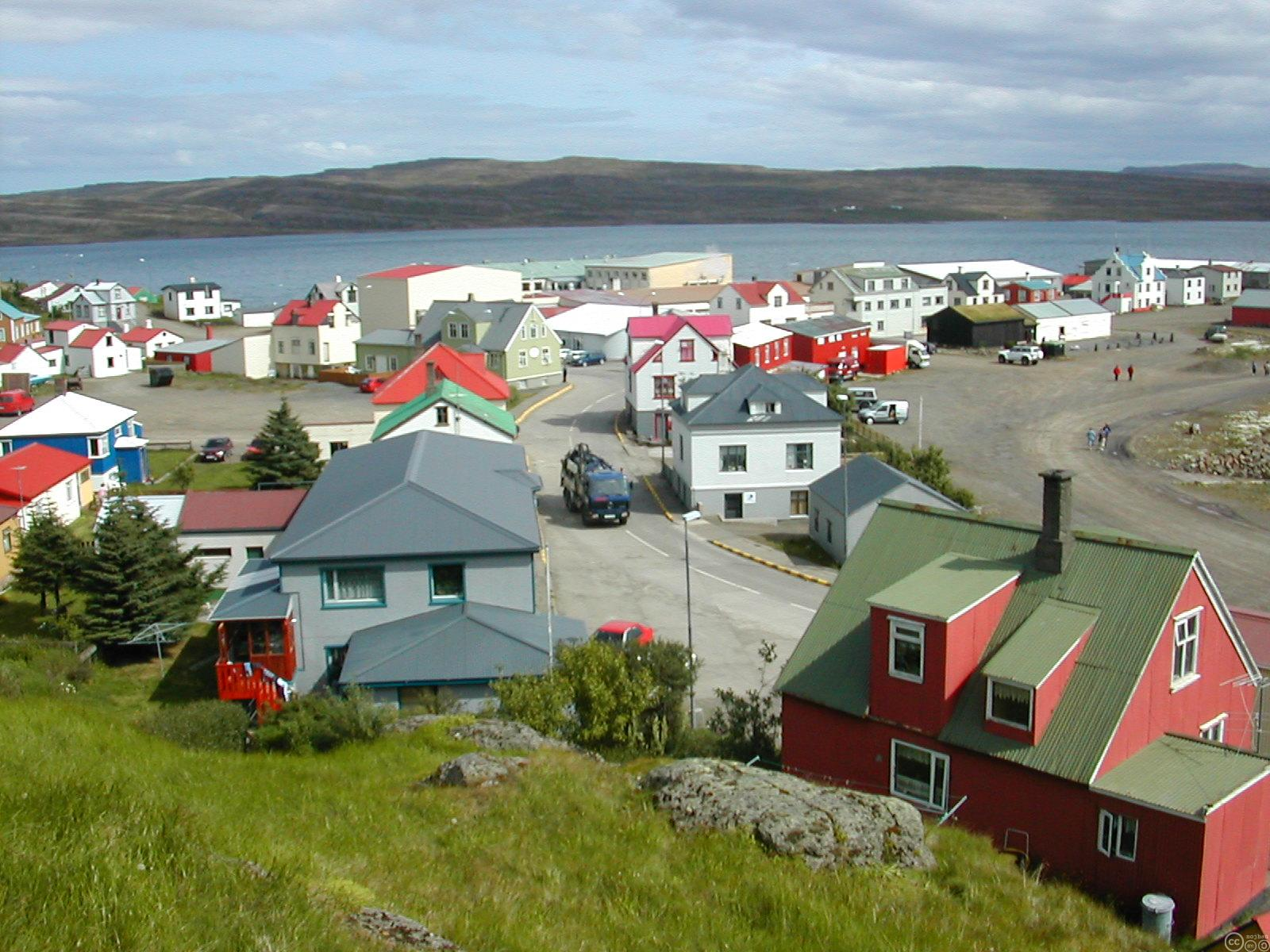
Hólmavík

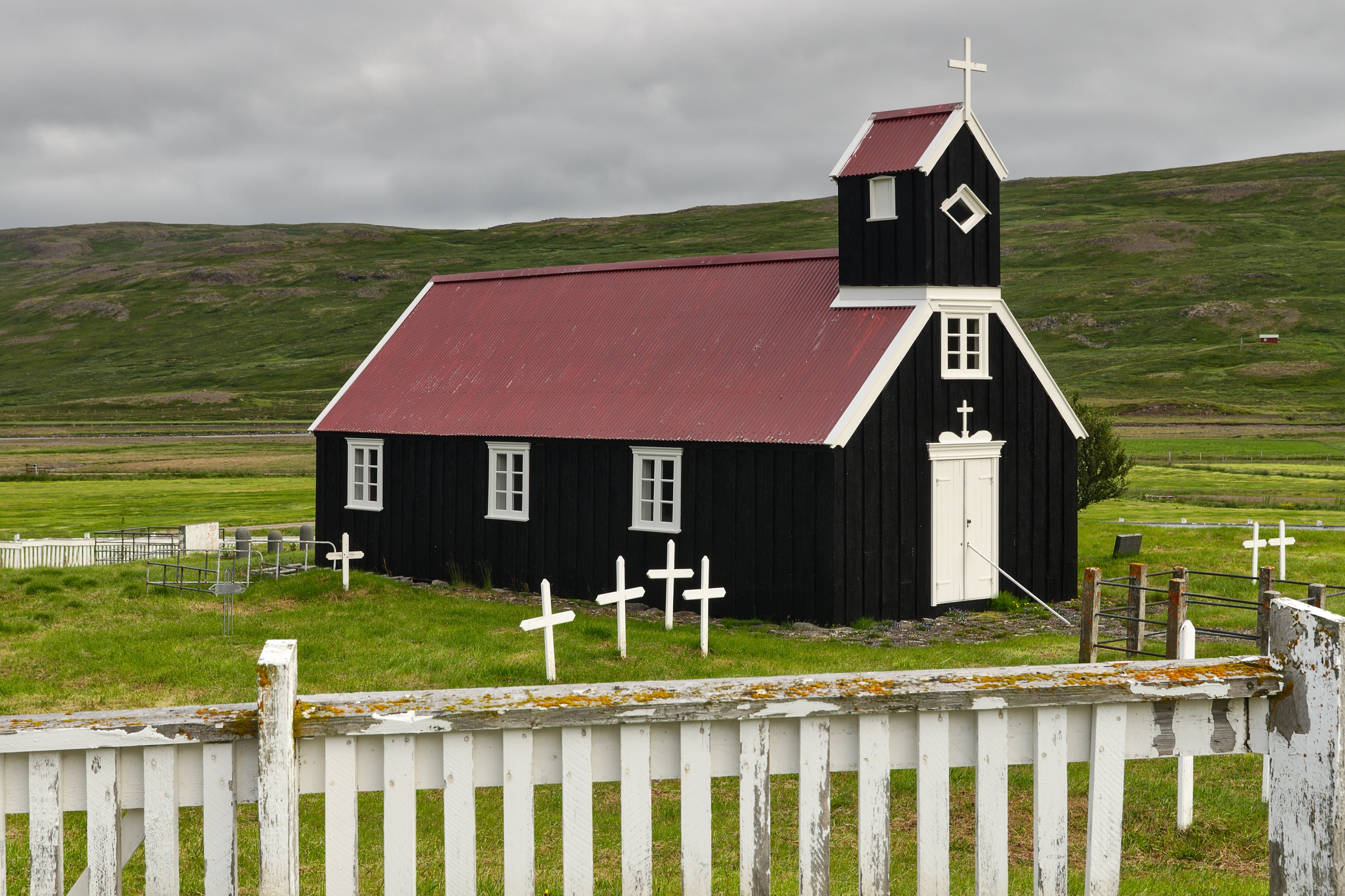
Staðarkirkja

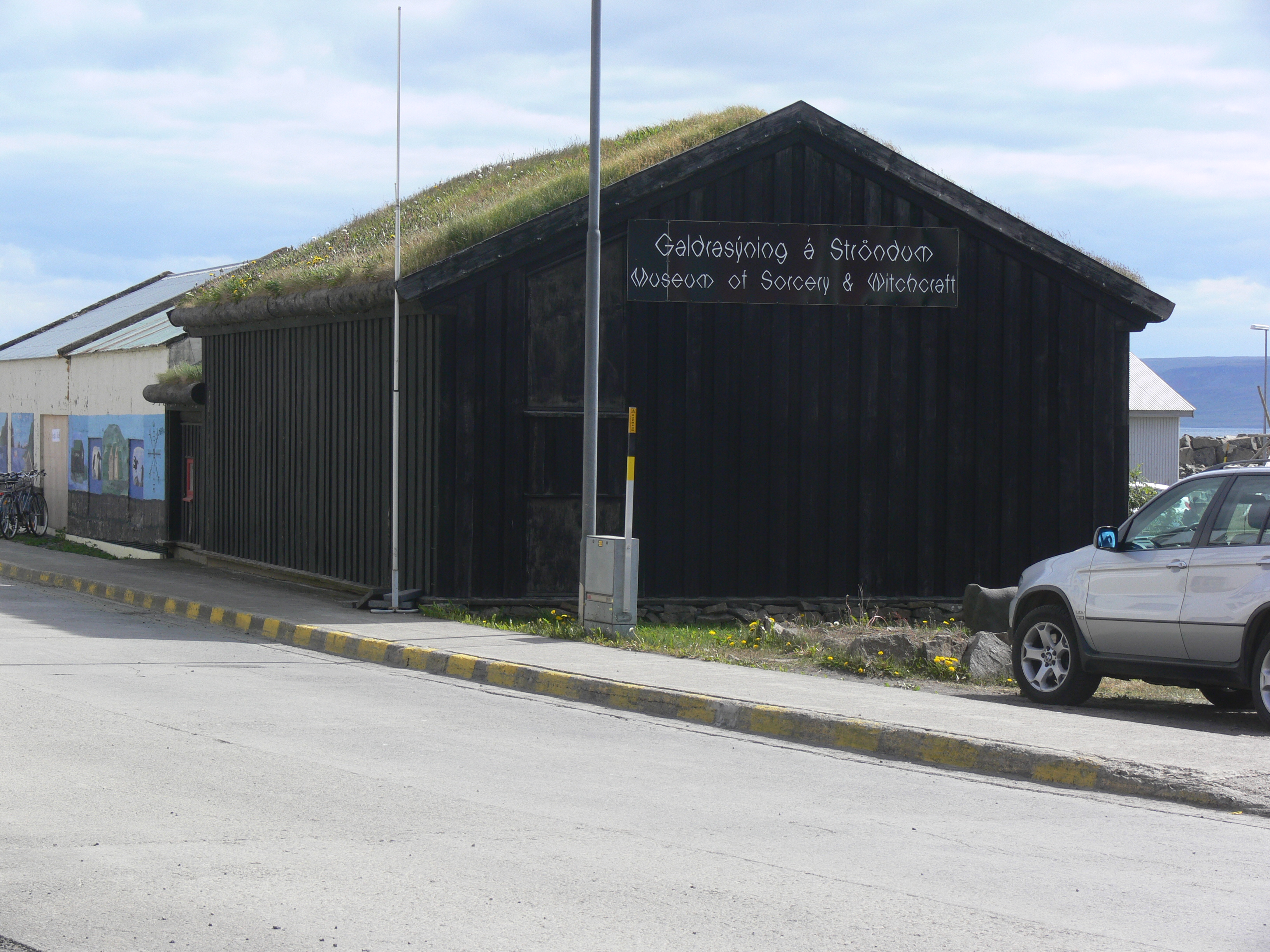
Museum für Zauberei (Galdrasýning)

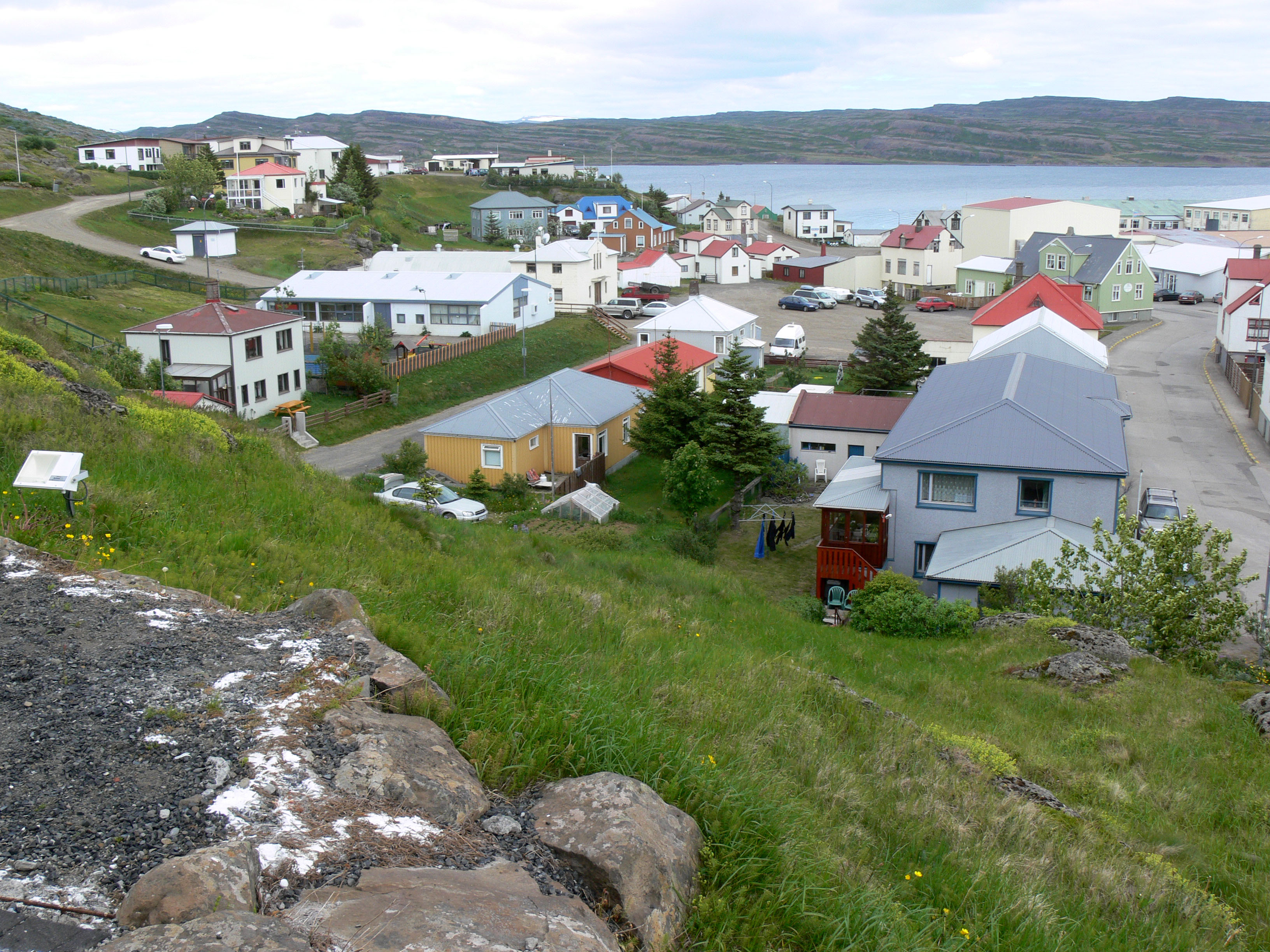
Hólmavík – Ortsmitte

Óspakseyrakirkja

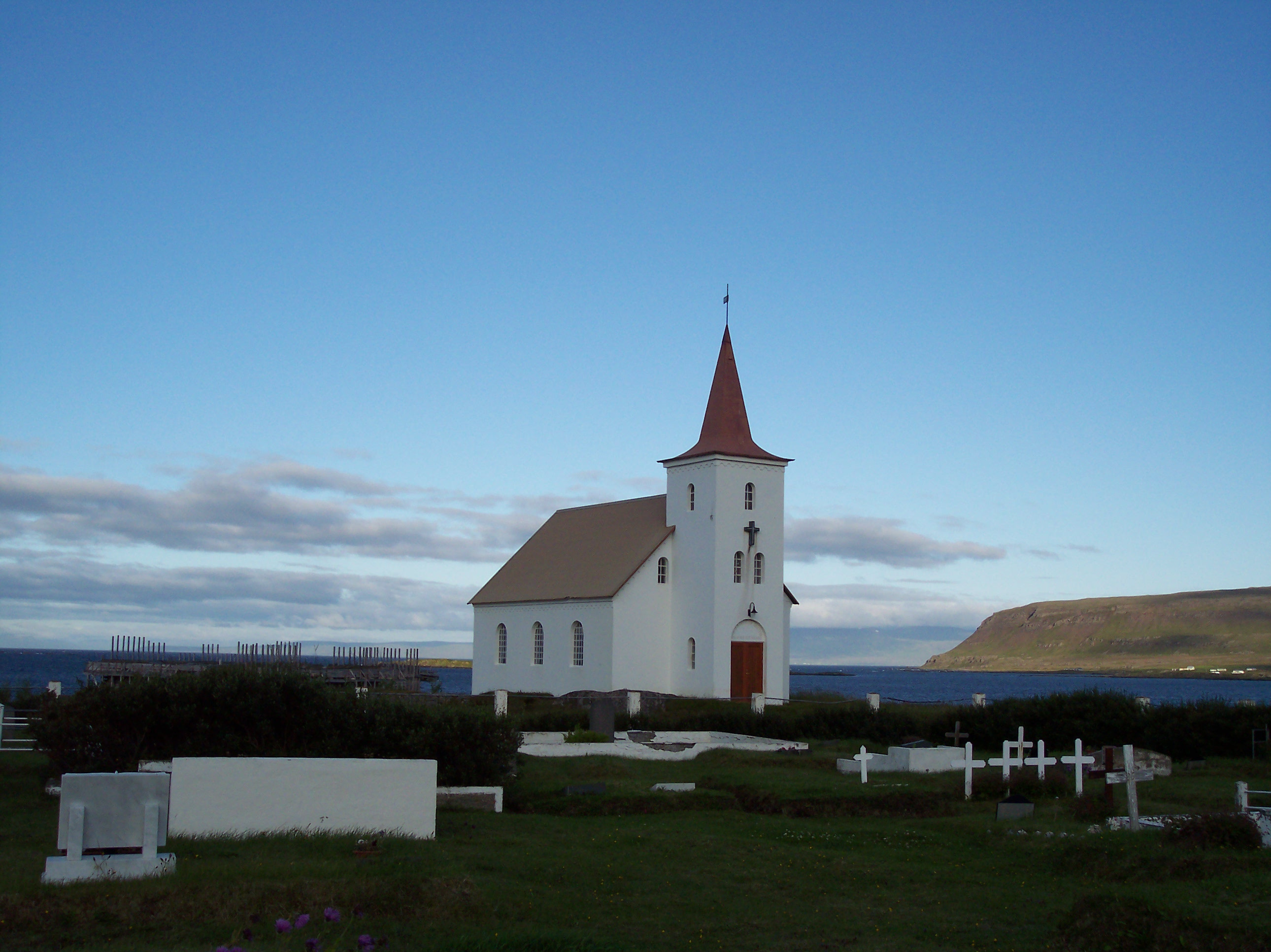
Kollafjarðarneskirkja

Die Landgemeinde Hólmavík (isländisch Hólmavíkurhreppur) wurde am 9. Juni 2002 durch den Zusammenschluss der ehemaligen Landgemeinde Hólmavíkurhreppur mit der Landgemeinde Kirkjubólshreppur gebildet.

### Bedeutung
Der Hauptort Hólmavík (deutsch „Inselbucht“) liegt am Westufer des Fjords Steingrímsfjörður an der Ostseite der Region Vestfirðir. Erst 1878 ließen sich die ersten Menschen zur dauerhaften Besiedlung hier nieder. Der Ort ist seit etwa 100 Jahren der Handelsort des Bezirks. Als Haupteinnahmequelle dient – wie sich zu manchen Zeiten gut an den bunten Booten erkennen lässt – der Fischfang. Dieser hat dem Ort zu relativem Reichtum verholfen. Die Bedeutung Hólmavíks als Verwaltungszentrum für die Umgebung beweisen auch ein kleines Krankenhaus und eine höhere Schule mit Sportplatz am Ort. Außerdem verfügt Hólmavík über Einkaufsmöglichkeiten, ein Hotel und weitere Unterkünfte für Reisende, ein Restaurant, Bank, Postamt, einen Golfplatz und einen Campingplatz. In der Nähe des Gehöftes Húsavík wenige Kilometer südlich von Hólmavik wurden früher Braunkohle und etwas Eisenerz abgebaut, auch fand man dort Fossilien aus der Zeit des Tertiärs.

### Verkehrsanbindung
Hólmavík liegt am Djúpvegur , der weiter über die Berge nach Ísafjörður führt. Die Entfernung nach Reykjavík beträgt 273 Straßenkilometer. Von und nach Ísafjörður sowie Reykjavík besteht im Sommer zweimal wöchentlich eine Linienbusverbindung.

### Sehenswürdigkeiten
Sehenswert sind vor allem die kleine helle, holzverkleidete Kirche Hólmavíkurkirkja, die über dem Ort auf einem Hügel steht, sowie der Hafen des ehemaligen Haifischfangzentrums. Die 1913 erbaute Alte Schule von Hólmavík („Gamli barnaskólinn Hólmavík“) steht seit 2006 unter Denkmalschutz.
Das Museum für Zauberei (Galdrasýning) im Ort, das sich mit der Geschichte der angeblichen Hexen und Zauberer in Island und besonders in der Region Strandir befasst, ebenso wie das etwas außerhalb des Ortes Richtung Reykjavík gelegene Museum für Schafzucht (Sauðfjársetur) erhellen Geschichte und Gegenwart der Gegend.
Am Steingrímsfjörður steht etwa 10 km nördlich von Hólmavík auf dem traditionsreichen Gehöft Staður, das früher unter dem Namen „Breiðabólsstaður“ bekannt war, die 1855 erbaute Holzkirche Staðakirkja í Steimgrímsfirði. Der Vorgängerbau war eine Torfkirche. An dieser Stelle soll bereits unmittelbar nach der Einführung des Christentums auf Island eine Kirche errichtet worden sein, die bald zu einer der am meisten besuchten Kirche Islands wurde. Hier lebte und wirkte zeitweise auch Jón Árnason (1665–1743), der spätere Bischof von Skálholt und einer der bedeutendsten Bischöfe Islands. 1990 wurde die Kirche nach einer umfassenden Renovierung neu geweiht. In ihrem Innern sind ein Taufbecken mit der Jahreszahl 1487, das Retabel aus dem 18. Jahrhundert, eine Glocke von 1602 sowie die Kanzel aus dem frühen 18. Jahrhundert beachtenswert. Die Kirche mit ihrem weithin sichtbaren Dachreiter weist eine Länge von 11,46 m und eine Breite von 4,83 m auf und steht seit 1990 unter Denkmalschutz.
Im äußersten Nordwesten der Gemeinde, am Fjord Ísafjarðardjúp und südwestlich des Gletschers Drangajökull, bildet die moderne Melgraseyrarkirkja, die 1972 mit 70 Sitzplätzen auf dem Hof Melgraseyri erbaut wurde, einen auffallenden Kontrast hierzu.

## Broddanes
Die Landgemeinde Broddanes (isländisch Broddaneshreppur) wurde am 1. Januar 1992 durch den Zusammenschluss der beiden Landgemeinden Fell (Fellshreppur) und Óspakseyri (Óspakseyrarhreppur) gebildet. In Broddanes sind die Kirchen Kollafjarðarneskirkja von 1909 mit einem Gemälde von 1758, welches das Letzte Abendmahl darstellt, und Óspakseyrakirkja sehenswert. Der Turm der Kollafjarðarneskirkja, die seit 1990 unter Denkmalschutz steht und 10,45 m lang sowie 7,59 m breit ist, wurde 1959 erneuert.
Bereits um 1200 wurde eine Kirche auf dem Gehöft Óspakseyri in einem Verzeichnis aller Kirchen Islands von Pál Jónsson urkundlich erwähnt, und die dortige Óspakseyrakirkja wurde 1939 mit 50 Sitzplätzen und einem sehr massiven Turm erbaut. Im Innern sind verschiedene Kunstwerke zu sehen, z. B. ein Retabel von Jóhann Briem, einem zeitgenössischen isländischen Künstler, das Begebenheiten am Palmsonntag darstellt.

## Ehemalige Gemeinden
|                                    | Hólmavík                | Broddanes |
| ---------------------------------- | ----------------------- | --------- |
| Gemeindenummer:                    | 4.910                   | 4.909     |
| Fläche in km²:                     | 1.610                   | 296       |
| Einwohnerzahl am 1. Dez. 1997:     | 548 (Gebietsstand 2002) | 94        |
| Einwohnerzahl am 1. Dez. 2003:     | 494                     | 54        |
| Einwohnerzahl am 1. Dez. 2004:     | 462                     | 53        |
| Einwohnerzahl am 1. Dez. 2005:     | 447                     | 53        |
| Bevölkerungsveränderung 1997–2005: | −18 %                   | −44 %     |

2006 war nach langer Zeit wieder ein Bevölkerungswachstum zu verzeichnen, der sich 2007 fortsetzt.

## Verkehrsanbindung
In Holmavik besteht Anschluss an die Straeto-Fernbuslinien 59 und 61, wobei die Linie 61 jedoch nur in den Sommermonaten in Betrieb ist.

## Städtepartnerschaften
- Årslev, Dänemark
- Tanum, Schweden
- Hole, Norwegen
- Kustavi/Merimasku, Finnland

Innerhalb Islands besteht eine Städtepartnerschaft mit Raufarhöfn.